# Paectes pratti
Paectes pratti là một loài bướm đêm trong họ Noctuidae.